# آلیس کینسلا
آلیس کینسلا (انگلیسی: Alice Kinsella؛ زادهٔ ۱۳ مارس ۲۰۰۱) ژیمناست هنری زن اهل بریتانیا است.